# Musigny
Musigny là một xã ở tỉnh Côte-d’Or trong vùng Bourgogne-Franche-Comté, phía đông nước Pháp. Khu vực này có độ cao trung bình mét trên 390 mực nước biển.